# Associated Vehicle Assemblers
Associated Vehicle Assemblers Limited (kurz AVA) ist ein Automobil- und Nutzfahrzeughersteller in Mombasa, Kenia.

## Geschichte
Das Unternehmen wurde 1975 gegründet und begann 1977 mit der Produktion.
Das Unternehmen ist mit einem Marktanteil von 40 % (2012) der größte Fahrzeughersteller Kenias und ist für verschiedene Marken tätig.
Im Jahr 2008 beschäftigte das  Unternehmen 360 Mitarbeiter. Für Ende 2011 werden 254 Arbeitnehmer angegeben.
Es war bis September 2017 zu jeweils 50 Prozent im Besitz der Marshalls East Africa Limited und der Simba Colt Motors und wurde dann von Simba vollständig übernommen.

## Modelle
Zu den Auftraggebern gehörten bzw. gehören Mitsubishi Motors, Scania, Tata, Hino und Toyota. Weitere Marken waren z. B. 1992 Peugeot, Fiat, Iveco und Volvo (Lastwagen).
Montiert wurden bzw. werden auch der Toyota Land Cruiser und der  Toyota Hilux (1979 bis 2005).  Die Produktion des Toyota Hiace (1987–2006) wurde ebenso eingestellt wie die des Toyota Corolla (seit 1982 als Van bzw. seit 1988 als Limousine bis 1998) und die des Toyota Dyna (1986–2003).
Seit 2013 werden Busse der Toyota-Marke Hino montiert.